# Wieck auf dem Darß
Wieck auf dem Darß es un municipio situado en el distrito de Pomerania Occidental-Rügen, en el estado federado de Mecklemburgo-Pomerania Occidental (Alemania). Tiene una población estimada, a fines de 2020, de 719 habitantes.
Forma parte de la mancomunidad (en alemán, amt) de Darß / Fishland. Está ubicado en la península de Darß.
Es un centro turístico aprobado por el Estado (en alemán, staatlich anerkannter erholungsort). La calificación se otorga a los lugares cuyo aire y clima tienen propiedades propicias para la relajación.